# Шалфей железистый
Шалфей железистый, или Шалфей клейкий (лат. Salvia glutinosa) — многолетнее растение, вид рода Шалфей (Salvia) семейства Яснотковые (Lamiaceae).

## Распространение и экология
Встречается практически на всей территории Европы, в Малой Азии, Иране и на Кавказе. В России распространён в европейской части.
Растёт в тенистых лесах, на влажной, богатой гумусом почве.

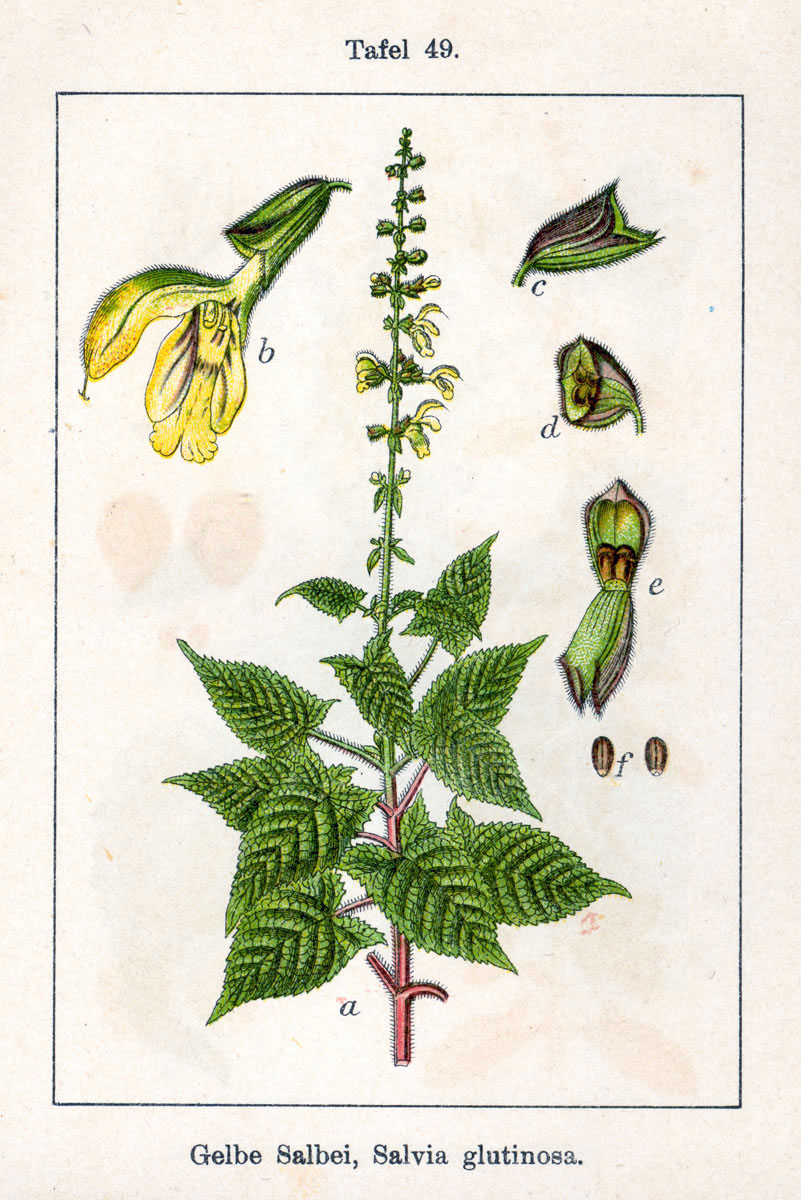

## Ботаническое описание
Растение высотой 100—125 см.
Стебель прямой, простой.
Листья яйцевидно-продолговатые, рассеянно-опушённые или голые, на длинных черешках превосходящими пластинку или равных ей.
Соцветие простое или с одной-двумя парами длинных ветвей, с 10—12 расставленными шестицветковыми ложными мутовками; цветки жёлтые, реже пурпурные, чашечка длиной 10—12 мм; венчик длиной 3—4 см.
Орешки эллиптические, длиной 3 мм, бурые.

## Классификация

### Таксономия
Вид Шалфей железистый входит в род Шалфей (Salvia) подсемейства Котовниковые (Nepetoideae) семейства Яснотковые (Lamiaceae) порядка Ясноткоцветные (Lamiales).
|  |                                      |  |                                                             |                                                             |                      |  | ещё 21 семейство (согласно Системе APG II) | ещё 21 семейство (согласно Системе APG II)  |                                             |  |  |  | ещё 110—130 родов   | ещё 110—130 родов     |  |  |
|  |                                      |  |                                                             |                                                             |                      |  | ещё 21 семейство (согласно Системе APG II) | ещё 21 семейство (согласно Системе APG II)  |                                             |  |  |  | ещё 110—130 родов   | ещё 110—130 родов     |  |  |
|  |                                      |  |                                                             | порядок Ясноткоцветные                                      |                      |  |                                            |                                             | подсемейство Котовниковые                   |  |  |  |                     | вид Шалфей железистый |  |  |
|  |                                      |  |                                                             | порядок Ясноткоцветные                                      |                      |  |                                            |                                             | подсемейство Котовниковые                   |  |  |  |                     | вид Шалфей железистый |  |  |
|  | отдел Цветковые, или Покрытосеменные |  |                                                             |                                                             | семейство Яснотковые |  |                                            |                                             | род Шалфей                                  |  |  |  |                     |                       |  |  |
|  | отдел Цветковые, или Покрытосеменные |  |                                                             |                                                             |                      |  |                                            |                                             |                                             |  |  |  |                     |                       |  |  |
|  |                                      |  | ещё 44 порядка цветковых растений (согласно Системе APG II) | ещё 44 порядка цветковых растений (согласно Системе APG II) |                      |  |                                            | ещё 7 подсемейств (согласно Системе APG II) | ещё 7 подсемейств (согласно Системе APG II) |  |  |  | ещё 700 — 900 видов |                       |  |  |
|  |                                      |  |                                                             | ещё 44 порядка цветковых растений (согласно Системе APG II) |                      |  |                                            |                                             | ещё 7 подсемейств (согласно Системе APG II) |  |  |  |                     |                       |  |  |

|                                               |  |  |  |
| Слева направо: листья, лист, соцветие, цветок |  |  |  |